# Niklas Moisander
Niklas Moisander (* 29. září 1985, Turku, Finsko) je finský fotbalový obránce a reprezentant, který hraje v klubu Werder Brémy. V letech 2012 a 2013 získal ve Finsku ocenění Fotbalista roku. Jeho dvojče Henrik je fotbalovým brankářem.

## Klubová kariéra
Niklas začal svou kariéru ve finském klubu TPS Turku, odkud přestoupil do Nizozemska. Zde působil v mužstvech AFC Ajax, PEC Zwolle a AZ Alkmaar, se kterým vyhrál nizozemskou fotbalovou ligu i nizozemský Superpohár. Z Alkmaaru se vrátil v roce 2012 nazpět do Ajaxu jako náhrada za belgického reprezentanta Jana Vertonghena, který přestoupil do anglického Tottenhamu Hotspur. S Ajaxem se také stal mistrem Eredivisie, a sice v letech 2013 a 2014.
V roce 2015 přestoupil do italského týmu UC Sampdoria z Janova.

## Reprezentační kariéra
Hrál za finské reprezentační výběry v kategoriích do 17, 19 a 21 let.

### A-mužstvo
V A-týmu Finska debutoval 29. května 2008 v přátelském střetnutí v Duisburgu proti Turecku, nastoupil na hřiště v 81. minutě. Finsko zápas prohrálo 0:2. Svůj první gól zaznamenal 10. října 2009 v kvalifikačním utkání proti hostujícímu Walesu a byl to vítězný gól na konečných 2:1 pro Finsko.
V roce 2011 jej finský trenér Mixu Paatelainen učinil kapitánem mužstva, kapitánskou pásku převzal po Petri Pasanenovi.

### Reprezentační góly
Góly Niklase Moisandera v A-mužstvu Finska
| 010                     | 10. 10. 2009 | Olympijský stadion, Helsinki, Finsko | Wales     | 02:1 0(77.) | 2:1 | kvalifikace na MS 2010 |
| 02                      | 14. 8. 2013  | Veritas Stadion, Turku, Finsko       | Slovinsko | 01:0 0(35.) | 2:0 | Přátelský zápas        |
| Platí k 25. květnu 2014 |              |                                      |           |             |     |                        |